# Castello di Ebenzweier
Il castello di Ebenzweier (in tedesco Schloss Ebenzweier) si trova nell'omonima frazione del comune austriaco di Altmünster nel Distretto di Gmunden appartenente al Land dell'Alta Austria. La sua storia inizia nel XIII secolo.

## Storia

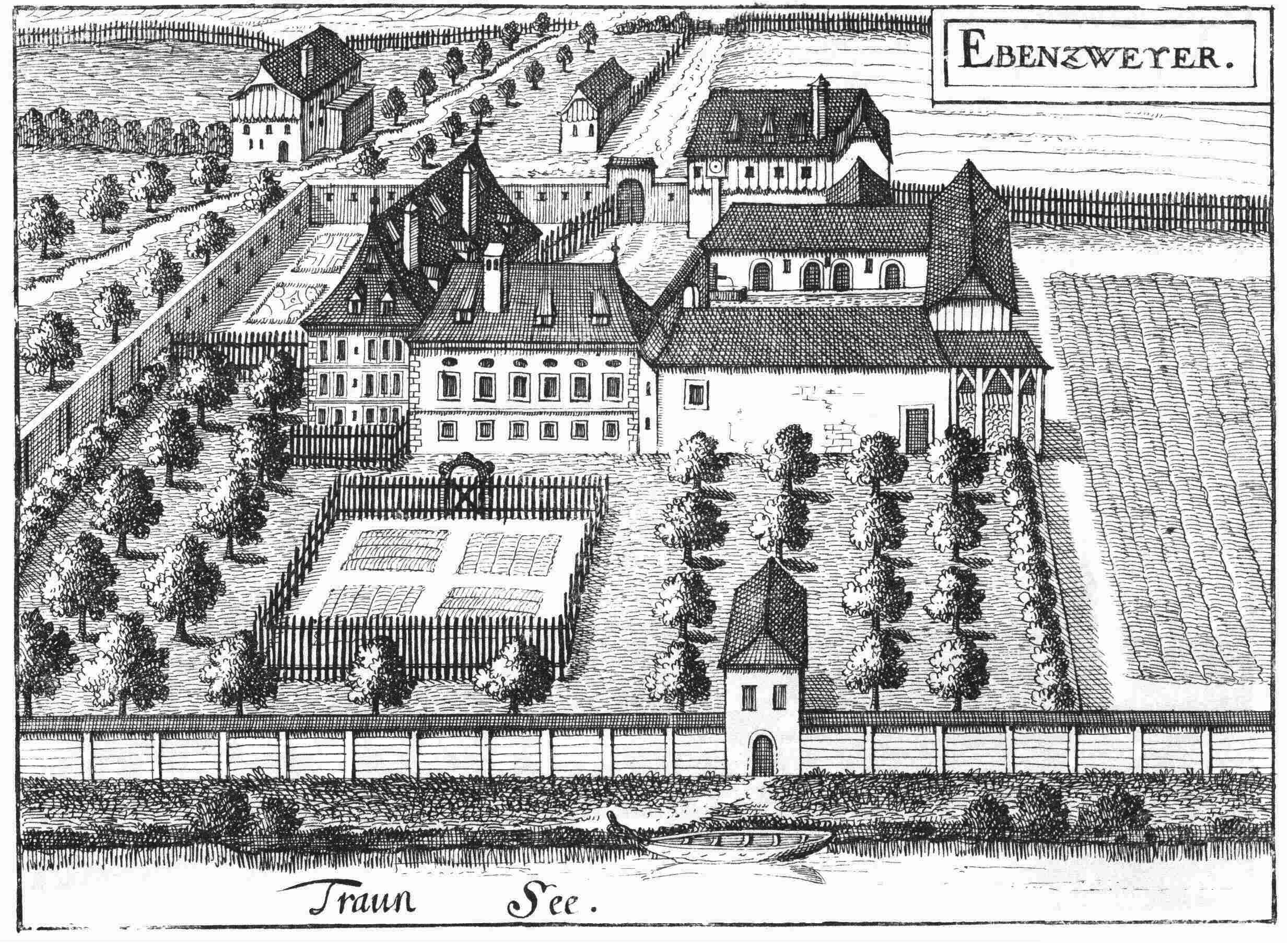
Castello di Ebenzweier in un'incisione del 1674, opera di Georg Matthäus Vischer

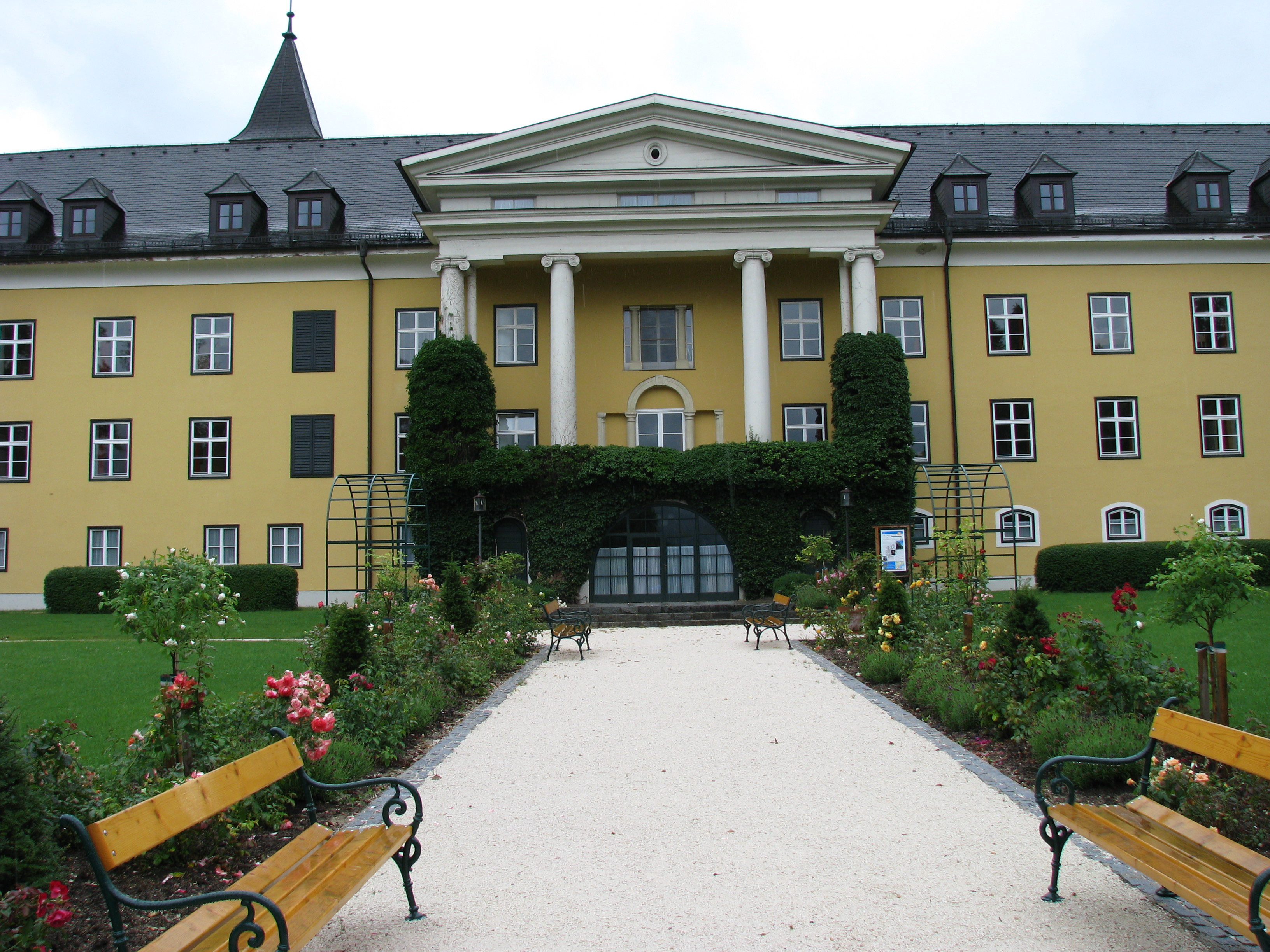
Particolare della facciata verso il parco

Il nome originale del castello era Schachen ed era la dimora ancestrale della famiglia omonima, i cui membri erano feudatari della locale famiglia Wallseer. Furono menzionati per la prima volta in un documento risalente al 1292 da Ditmayr Schachner. Nel XV secolo il nome mutò in Nebenzweier (accanto al Weier), che in seguito divenne Ebenzweier. Gli Schachner del XVI secolo erano di fede protestante e nel 1626, durante la  Controriforma, persero la loro proprietà che passò prima alla famiglia Zedlitz e poi ad Abraham von Rohrbach. La vedova von Rohrbach vendette la proprietà a Thomas Seeauer nel 1633 e i suoi discendenti il vecchio castello fu ampliato nelle forme quasi recenti. Nel 1724 il conte Josef Anton von Seeau, fortemente indebitato, perse la proprietà e nel 1766 ci fu un'asta nella quale questa fu venduta al barone Elias Engl von Wagrain. Questi lo tenne solo per sei anni e poi lo vendette ad Anton von Unkrechtsberg zu Puchberg. Nel 1802 per via ereditaria andò a Florian Max Clodi ma anche i suoi eredi non riuscirono a mantenere la proprietà e la vendettero nel 1830 all'arciduca Massimiliano Giuseppe d'Austria-Este che fece restaurare e ampliare notevolmente il castello che era stato trascurato.

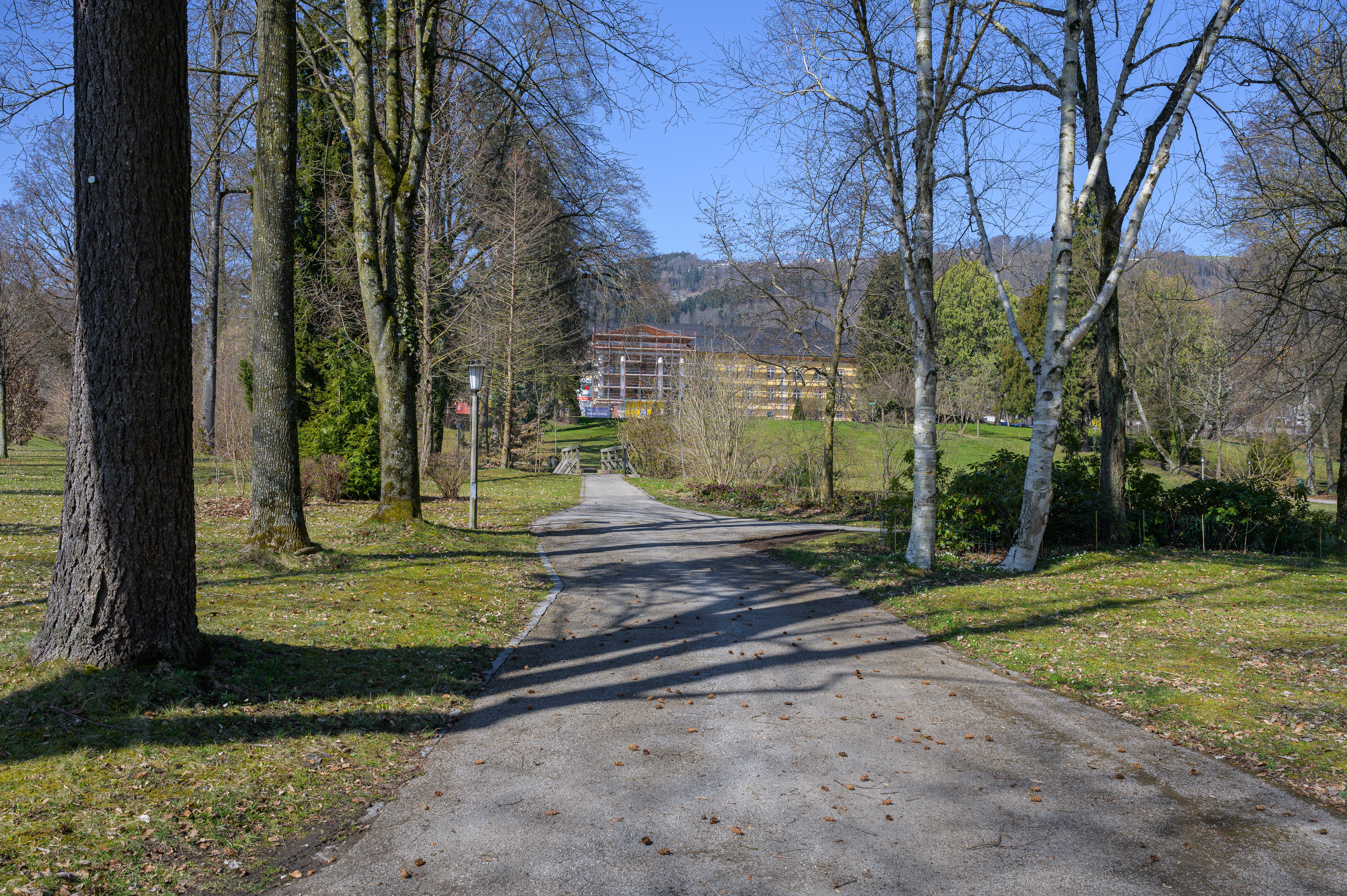
Parte del parco del castello

L'arciduca morì nel castello il 1º giugno 1863 e la sua erede fu l'arciduchessa Maria Teresa, che era sposata con il conte Enrico di Chambord, pretendente al trono reale francese. Fu luogo in questo periodo di numerose riunioni della famiglia reale. Nella primavera del 1834 vi furono ospitati la regina Maria III con la sua famiglia tra cui il futuro re Francesco I e a loro si unirono la sorella di Maria, l'imperatrice Maria Anna d'Austria, e suo marito, l'imperatore Ferdinando I. Francesco vi tornò qui nel 1839, nel 1848 (con la moglie Adelgonda durante l'esilio da Modena), nel 1850 (per la morte dello zio Arciduca Ferdinando d'Austria-Este), e nel 1852. Nel 1856 ci fu un raduno più ampio che comprendeva Francesco, sua moglie Adelgunde, il conte e la contessa di Chambord, e la nipote di Francesco e futura successore, la futura regina Maria IV e III. Maria Teresa nel 1891 cedette la tenuta al principe Don Jaime di Borbone al quale, più tardi, succedette Alfonso Maria di Borbone. Dal 1864 intanto una parte del complesso del castello iniziò ad essere sede di un convento e di scuola privata. Nel 1970 il castello venne ceduto alla città di Traunkirchen che lo affittò ad un'organizzazione dell'ONU sino a quando il complesso venne acquistato dal Land dell'Alta Austria per ospitarvi una scuola professionale con annesso convitto. Nel 2016 un rovinoso incendio distrusse in gran parte il tetto del castello facendolo crollare e questo rese necessari importanti lavori di recupero e restauro.

## Descrizione

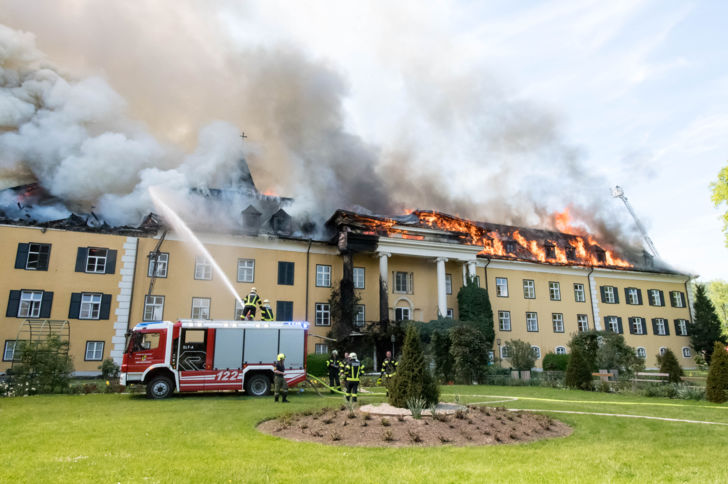
Immagine dell'incendio che ha gravemente danneggiato il castello il 9 maggio 2016

Il castello si trova nell'omonima frazione del comune austriaco di Altmünster nel Distretto di Gmunden, Land dell'Alta Austria. Il complesso è di grandi dimensioni, si sviluppa su tre piani è comprende anche due cortili interni. La monumentale facciata principale in stile neoclassico e le due facciate laterali sono in gran parte disadorne. La facciata verso il parco ed il lago Traunsee è caratterizzata al centro da un portico a colonne, che presenta un timpano a sesto acuto sul modello greco. Mentre il cortile interno completamente ricostruito è relativamente semplice, il cortile anteriore è molto più elaborato, è circondato solo da parti di edifici su tre lati ed è separato dalla strada da un muro, che contiene anche l'ampio portone d'ingresso. Al centro del cortile si trova una fontana ottagonale in pietra con stemma e colonna centrale in pietra. È decorato con una figura in pietra raffigurante San Floriano. I due piani superiori dell'ala centrale del cortile sono interrotti da arcate vetrate ad arco. Sopra il timpano curvo dell'orologio si trova un piccolo campanile che sporge leggermente sopra il tetto. Nella cappella del castello si conservano una porta scolpita del 1633 e un altare barocco del 1660. Anche le immagini raffiguranti santi risalgono per lo più al XVII secolo. Di notevole interesse è anche il grande parco che si estende dal castello fino alla strada principale sulle sponde del lago Traunsee. Alcuni alberi del parco sono considerati alberi monumentali e tra questi vi sono querce, betulle, tassi e aceri.

### Bene architettonico tutelato
il castello di Ebenzweier è stato posto sotto tutela dei monumenti da parte della Repubblica austriaca col numero 36956.